# Ас-Нас

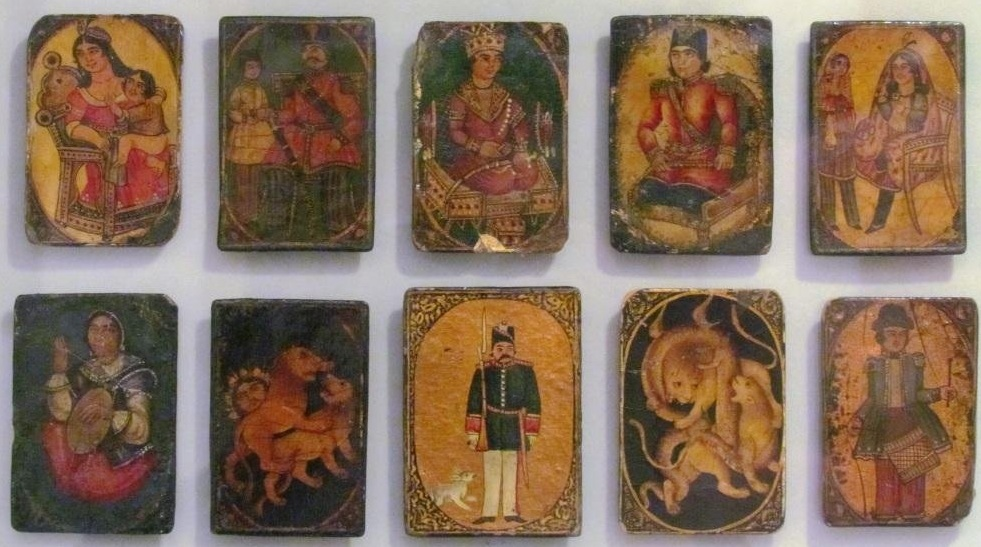
Карты Ас-Нас

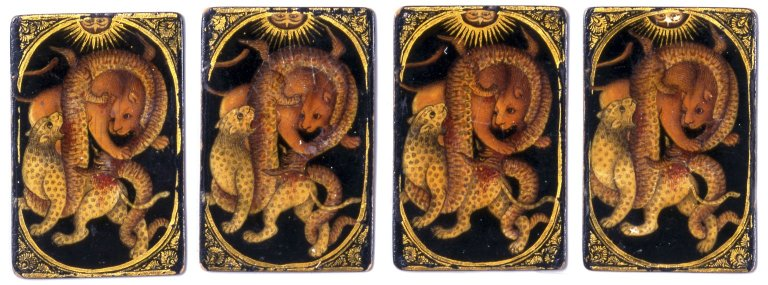
Ас

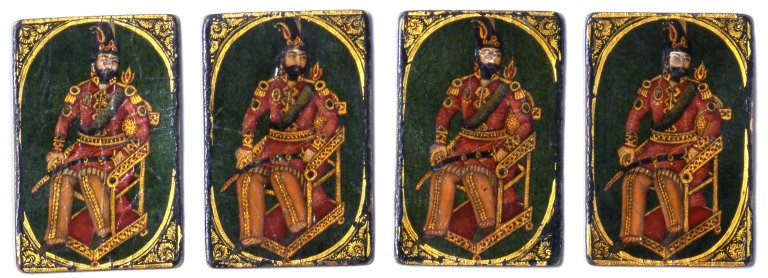
Шах

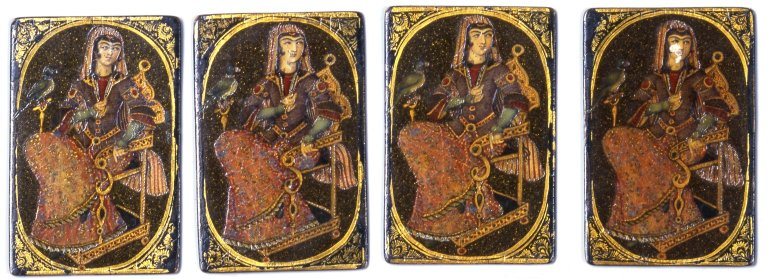
Биби

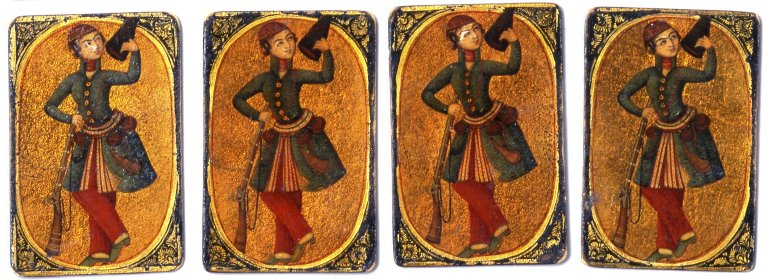
Сербаз

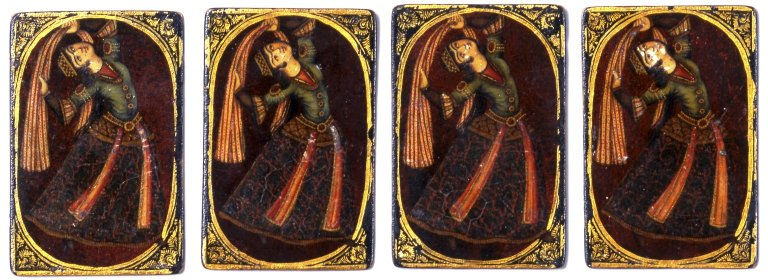
Кули

Ас-Нас (перс. آس ناس‎) — карточная игра или тип игральных карт, использовавшийся в Персии.

## Описание
Колода состоит из пяти типов карт, у каждого из которых свой цвет фона. Рисунки повторяются 4-5 раз, чтобы получилось всего 20 или 25 карт. Карты прямоугольные и относительно небольшие, например, 4х6 см. Как и карты для ганджифа, они, как правило, раскрашиваются вручную, хотя в некоторых более поздних образцах используется техника коллажа, когда на раскрашенный фон добавляется готовое печатное изображение. Рисунки карт односторонние (а не двойные, как у современных стандартных игральных карт), у них нет индексов или названий. Однако цвет фона позволяет игрокам сразу понять, какие карты у них на руках. Обычно у карт есть декоративная рамка, часто овальной формы, вставленная в прямоугольную рамку.
Используются различные образы. Обычно среди пяти типов есть туз с изображением животного и четыре лицевые (придворные) карты. «Ас» — туз, Нас — «люди» или «человечество», следовательно Ас-Нас — колода с тузами и людьми. На разных рисунках изображены люди из разных социальных слоев. Обычно дизайн карт выглядит следующим образом (от большего к меньшему):
- Ас (آس): Туз. Распространено изображение льва на фоне солнца или луны; сражающихся львов и/или драконов, иногда с добавлением леопардов или других животных; охотника на коне, на которого нападает дикий зверь.
- Шах (شاه): Король, часто сидящий на троне или на коне.
- Биби (بی‌بی): Дама, часто с ребёнком на руках.
- Сербаз (سرباز): Солдат.
- Кули или Лакат (لکات): самая младшая карта, обычно танцовщица или пара танцоров, или музыкант.

Помимо описанных выше типов изображений, можно найти различные альтернативные версии, например, цветочные колоды, а также эротические или непристойные версии.

## История Ас-Наса
Долгое время карты Ас-Нас существовали наряду с более древними картами ганджифа. Уилкинс утверждает, что упоминания об Ас-Насе относятся к XVII веку, и в то время использовалась колода из 25 карт с пятью мастями, у каждой из которых была одна лицевая карта и четыре числовые. В музейных коллекциях есть классические карты XIX века. Некоторые более редкие экземпляры, вероятно, относятся к концу XVIII века. По словам Мердока Смита, к 1877 году карты Ас-Нас постепенно вышли из употребления, уступив место «европейским» типам. После принятия в Иране Закона о монополии внешней торговли 1931 года для контроля импорта и производства была установлена монополия на игральные карты. В 1930-х годах британский производитель игральных карт De La Rue получил заказ на поставку. На картах были надписи на персидском языке и изображения придворных карт по мотивам персидской истории. Тем не менее, на картах использовались стандартные символы мастей в западном стиле (черви, трефы, пики и бубны). Игра Ас-Нас в основном вышла из моды примерно к 1945 году. Однако в сельской местности Ас-Нас, возможно, просуществовал немного дольше. В своей опубликованной в 1960-х годах работе Арасте пишет, что «сельская жизнь в Иране вращается вокруг традиционных практик, которые остаются неизменными на протяжении столетий». В отрывке, посвящённом мусульманским ценностям, он пишет: «Кашкайцы и, возможно, другие племена разрешают мужчинам употреблять алкогольные напитки. В свободное время некоторые племенные ханы также любят курить опиум. Ас, подобный покеру, является среди племён популярной карточной игрой».

## Ход игры
В 1895 году генерал Альберт Хаутум-Шиндлер описал правила следующим образом:
Игра в Ас в точности похожа на покер, но без флешей и последовательностей. В игре участвуют четыре игрока, и каждый игрок получает по пять карт, которые сдаются справа. Дилер делает ставку. Затем первый игрок смотрит свои карты. Если он «идёт», он говорит дидам (я видел) и закрывает ставку или поднимает её. Если он не желает играть, он говорит надидам (я не видел) и бросает свои карты. Он также может «идти», не глядя в карты, то есть, на языке покера, «страдл» — и говорить надид дидам (не видя, я видел). Второй игрок, если он хочет играть, должен покрыть ставки, а также может повысить их. Третий игрок и дилер затем действуют так же, как в покере, и когда ставки всех игроков равны и никто больше не повышает ставки, карты переворачиваются, и игрок с лучшей рукой выигрывает ставки.
Руки в порядке их ценности следующие:
Сех ва джуфт, то есть три и пара; «фул».
Сехта, то есть тройки, тузы, короли и т. д.
До джуфт, то есть две пары; тузы — высшая карта.
Джуфт, то есть одна пара; тузы — высшая карта.
Когда у двух игроков оказывается одинаковая пара или пары, решают другие карты; например, пара королей, туз, солдат и лакат.
«Блеф» является особенностью игры и называется tûp zadan, что буквально означает «выстрелить из ружья». Блеф — это туп.
Карты Ас-Нас могли также использоваться и в других играх. Мердок Смит пишет, что «игра чем-то напоминает Ландскнехт», гораздо более простую азартную игру.

## Игра в Ас-Нас со стандартными игральными картами
Колоду Ас-Нас из 20 карт можно составить, взяв тузов, королей, дам, валетов и десятки из стандартной колоды карт. Однако идеальным решением будет раздобыть четыре одинаковые колоды карт и взять карты из каждой, чтобы получить 4 набора по 5 одинаковых карт. Это позволяет избежать наличия карт разного ранга с одинаковыми символами масти. Например, 4 туза пик, 4 короля треф, 4 дамы червей, 4 валета бубен, 4 джокера (или карты с цифрой). Из 4 колод карт можно составить несколько таких колод Ас-Нас.

## Музеи и коллекции карт Ас-Нас
- Бруклинский музей, Нью-Йорк, США[11]
- Метрополитен-музей, Нью-Йорк, США[12]
- Музей изящных искусств, Хьюстон, Техас, США
- Немецкий музей игральных карт, Лайнфельден, Германия
- Коллекция Кэри, хранящаяся в библиотеке Бейнеке Йельского университета (США).
- Музей Фурнье де Наипес (посвящённый игральным картам), Виттория, Испания[13]
- Британский музей[14]
- Национальная библиотека Франции[15]
- Французский музей игральных карт, Исси-ле-Мулино, Франция[16]
- Музей Могадам, Тегеран, Иран[17]
- Национальный музей Wereldculturaln, Лейден, Нидерланды[18]